# Port lotniczy Castellón-Costa Azahar
Port lotniczy Castellón-Costa Azahar (IATA: CDT, ICAO: LECH), (fr. Aéroport de Castellón-Costa Azahar) – port lotniczy położony 30 km na północ od Castellón de la Plana, w Hiszpanii.

## Linie lotnicze i połączenia
| Linia lotnicza | Kierunek |
| -------------- | --- |
| EasyJet        | Sezonowo: 1. Bristol 2. Liverpool                                                                           |
| Iberia         | 1. Madryt Sezonowo: 1. Sewilla                                                                              |
| Ryanair        | 1. Bruksela-Charleroi 2. Dublin 3. Londyn-Stansted 4. Kraków (od 31 marca 2025) Sezonowo: 1. Porto 2. Weeze |
| Volotea        | Sezonowo: 1. Bilbao                                                                                         |
| Wizz Air       | 1. Bukareszt 2. Kluż-Napoka (od 17 czerwca 2025) 3. Rzym-Fiumicino Sezonowo: 1. Budapeszt 2. Katowice       |